# Montreuil-Bellay
Montreuil-Bellay är en kommun i departementet Maine-et-Loire i regionen Pays de la Loire i nordvästra Frankrike. Kommunen ligger i kantonen Montreuil-Bellay som tillhör arrondissementet Saumur. År 2022 hade Montreuil-Bellay 3 716 invånare.

## Befolkningsutveckling
Antalet invånare i kommunen Montreuil-Bellay
| Referens: INSEE |

## Historia

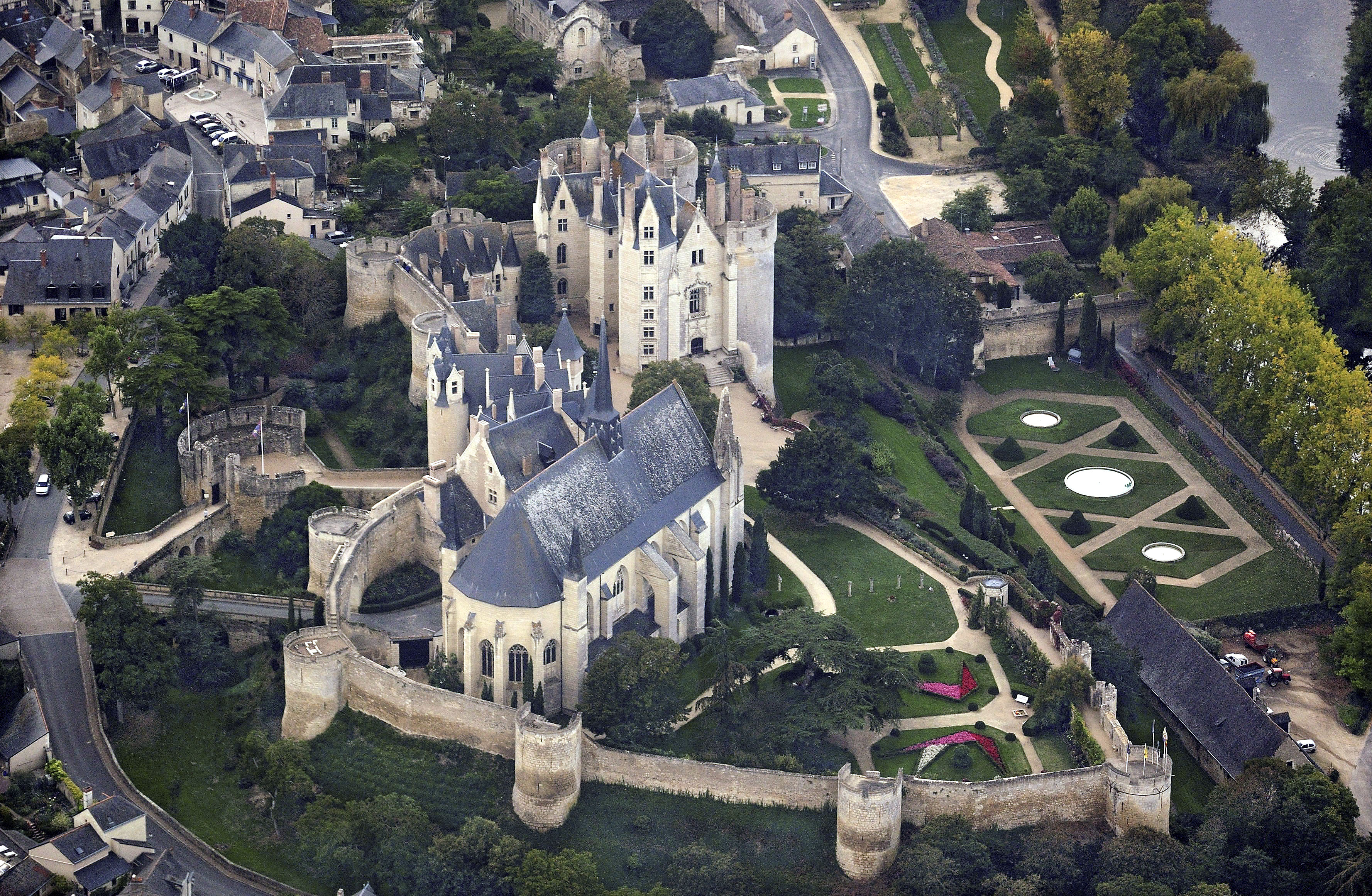
Château de Montreuil-Bellay

Begynnelsen till orten kan spåras i dokument från 1000-talet.
Montreuil-Bellay har 18 historiska platser som utmärkts som skyddat fädernearv (patrimoine). 
- Augustinerklostret från 1600-talet
- Sjukhuset Hôpital Saint-Jean, 1400-tal
- Hôtel rue Nationale, 15-1800-tal
- Prästgården till église Sainte-Catherine, 14-1600-tal
- Benediktinerklostret, 11-1200-tal, byggt på platsen för en av Loire-dalens äldsta kloster
- Slottet Château de Montreuil-Bellay, 10-1600-tal
- Slottskyrkan, Église paroissiale Saint-Pierre, 1400-tal
- Stadens ringmuren, 1400-tel, med porten Saint-Jean ("S:t Johannes")
- Le Thouet med omgivning
- Rest sten, Menhir de l'Accomodement, yngre stenåldern
- Rest sten, Menhir de la Pierre de Lenay, yngre stenåldern
- Kvarnen Moulin du Boëlle, 1400-tal
- Porte du Moulin, 13-1400-tal
- Huset "la Minotière", 1700-tal
- Stadsporten "Porte Nouvelle"
- Koncentrationslägret för romer, 1900-tal
- Skyddszon för arkitektoniskt, urbant och lantligt fädernesarv

Dessutom finns hus, gårdar och en vattenkvarn från 1400-talet

### Koncentrationsläger
Från den 8 november 1941 till den 16 januari 1945 fanns i Montreuil-Bellay ett koncentrationsläger för tusentals "hemlösa, tivolinomader och romanibesläktade". Detta innefattade för fransmännen de benämnda grupperna "Manouches, Gitans, Roms, Sintés, et plus généralement Tsiganes" dvs tattare, resandefolk, romer, sinter och zigenare i största allmänhet.
 Lägret byggdes i januari 1940 av fångar från den spanska republikanska armén och kom att allokeras som krigsfångeläger under försommaren 1940. 1946 revs det mesta av byggnaderna och lägret föll i glömska. Sedan 2010 är platsen med ruinerna av lägret deklarerad som historiskt minnesmärke.